# Ночной бог
«Ночной бог» — казахстанский драматический фильм 2017 года, снятый режиссёром Адильханом Ержановым. Участник основной конкурсной программы 40-го Московского международного кинофестиваля.

## Сюжет
Отец и дочь путешествуют по апокалиптическому миру, где свет, кажется, исчез навеки, за исключением нескольких метеоритов, освещающих тьму. Однажды они прибывают в новый город, появившийся в результате вселенской катастрофы.   В этом кошмарном, жестоком и абсурдном населённом пункте все вокруг говорят, что всякий, кто увидит бога ночи, погибнет  и превратится в тлен.
Вскоре  отец (Баймурат Жуманов) оказывается перед толпой людей, которые, кажется, готовы вершить судьбу незнакомцев. Ему приходится подписать документ, чтобы он мог остаться в этом месте, но поведение коренных жителей становится всё более резким  и пессимистичным. Ему и его дочери придётся предстать перед местным судом, который, как кажется, вершит судьбы исходя из личной вседозволенности, а не по правилам закона.
В телестудии к груди отца прикрепляют бомбу. Проблема в том, что, похоже, это настоящая бомба.  Ему говорят, что для того, чтобы снять её, ему придётся получить необходимый документ, что он не является террористом. Далее следует серия встреч с мелкими бюрократами, каждая из которых имеет дело с очередью людей, которые могут находиться, а могут и не находиться в столь же отчаянном положении. При этом таймер на бомбе постепенно отсчитывает время.

## В ролях
- Баймурат Жуманов
- Максим Богомолов
- Константин Козлов
- Айнур Турганбаева
- Салтанат Науруз
- Адия Мусина

## Восприятие
Денис Рузаев («Лента.ру») отметил, что фильм «в привычном стиле Ержанова скрещивает реалии жизни современного Казахстана и замешанную на местном фольклоре мистику».
Александр Нечаев в своей рецензии для Российской газеты назвал «Ночного бога» ожившим живописным полотном. По его мнению, «в широком смысле всё происходящее на экране представляет собой метафору творчества: художник, создающий новые миры, кидает вызов богу, который занимается ровно тем же самым. Но можно трактовать это и по-другому: человеческий гений даже в аду бросает вызов мраку и мракобесию».
Критик и режиссёр Баглан Кудайберлиев высоко оценил работу Ержанова, резюмируя: «„Ночной бог“ не фильм в классическом и массовом понимании этого слова — это скорее гипнотический опыт, сцепленный из ночных кошмаров автора, пульсирующих кадров, сотканных из светотени, мерцании разноцветных неоновых огней, блеска свечей и старых лампочек».